# Sexy Movie
Pour plus de détails, voir Fiche technique et Distribution.
Sexy Movie, ou Film d'amour au Québec (Date Movie) est un film américain écrit et réalisé par Jason Friedberg et Aaron Seltzer et produit par Paul Schiff et Jason Friedberg, sorti le 17 février 2006. Il s'agit d'une parodie du genre du film de comédie romantique. Le film est distribué par la 20th Century Fox et met en vedette Alyson Hannigan, Adam Campbell, Sophie Monk, Tony Cox, Jennifer Coolidge, Eddie Griffin et Fred Willard.
Le film suit Julia Jones qui n'arrive pas à trouver un partenaire. Un jour, elle fait la connaissance de Grant Fockyerdoder dont elle tombe amoureuse. Elle cherche de l'aide auprès de Hitch, qui travaille à modifier son apparence. À l'occasion d'une sorte de castingshow pour la télévision, Julia est choisie par Grant, et il s'ensuit entre les deux une relation assez mouvementée. D'abord les parents de Julia sont loin d'être ravis à l'idée que Julia n'épousera pas celui qu'ils avaient prévu : un employé qui travaille dans leur café, mais le riche Grant. Après une rencontre catastrophique entre les quatre parents et quelques obstacles supplémentaires, comme l'irruption soudaine de l'ex-amie de Grant, Julia décide d'épouser l'employé. Mais quand le prêtre, lors de la cérémonie, demande si l'une des personnes présentes a quelque chose contre ce mariage, le père de Julia s'y oppose pour la raison que ce n'est pas de l'amour véritable et que Julia ne sera pas heureuse. Au bout du compte Julia et Grant finissent par se retrouver.
Bien que les critiques aient été plus positives que celles des films ultérieurs de Jason Friedberg et Aaron Seltzer, Sexy Movie a été éreinté par les critiques mais a été un succès au box-office, rapportant près de 85 millions de dollars sur un budget de 20 millions de dollars.

## Synopsis
Julia Jones, obèse, rêve d'épouser Napoleon Dynamite, mais même dans ses rêves, elle est rejetée. Dans son journal, elle pense qu'elle ne trouvera jamais son véritable amour. Julia sort et danse pour impressionner les hommes dans la rue, mais sans succès.
Au restaurant grec de Frank, le père de Julia, elle rencontre Grant Funkyerdoder et est immédiatement attirée par lui. Frank lui aboie un ordre et lorsqu'elle se retourne pour répondre, elle frappe accidentellement Grant à la tête avec une cafetière, le faisant tomber par terre. Elle se retourne, trouve sa table soudainement vide et pense qu'il s'est enfui.
Julia cherche de l'aide auprès du thérapeute amoureux Hitch, qui la rejette au début mais accepte finalement et l'emmène dans un garage où elle se fait « maquiller » et mincir. Elle décroche une place dans une émission de téléréalité intitulée The Extreme Bachelor: Desperate Edition, où le célibataire s'avère être Grant. L'animateur Ty Andrews le présente, qui salue toutes les femmes et est chargé d'éliminer les perdantes, ce qu'il fait en les tuant une par une.
En tant que dernière femme debout, Julia est récompensée par un dîner pour deux au « Restaurant A ». Après leur repas, Julia et Grant s'aventurent dans son appartement, où ils font l'amour. Plus tard, Grant emmène Julia chez Tiffany & Co. , où les vendeurs révèlent qu'elle peut choisir ce qu'elle veut. Il déclare alors qu'il l'aime et lui fait sa demande en mariage, ce qu'elle accepte avec joie. Le couple rencontre ensuite les parents de Grant, Bernie et Roz, qui lui recommandent un organisateur de mariage, après quoi Roz révèle que Grant a perdu sa virginité avec la gouvernante, Eduardo.
Julia et Grant rendent visite à Jell-O, l'organisatrice de mariage trop zélée. Julia lui dit qu'elle veut un mariage traditionnel mais Jell-O insiste pour aller dans un restaurant appelé Taco Butt, ce qu'ils déclinent. L'humeur de Jell-O change, leur disant avec colère que c'est le mieux qu'elle puisse faire dans un délai aussi court. Grant essaie d'atténuer la situation gênante en leur disant qu'il a déjà choisi un témoin. Excitée, Jell-O révèle qu'elle sera également l'animatrice du mariage en claquant son bureau avec ses énormes fesses et en arrachant agressivement ses vêtements pour révéler un soutien-gorge et des collants en élasthanne doré. Le couple est choqué lorsqu'elle montre ses mouvements de danse provocateurs, puis hurle de peur lorsqu'elle recule vers eux et les étouffe joyeusement avec ses fesses, se vengeant d'avoir décliné son offre précédente.
Grant présente Julia à son témoin, Andy, son ex-fiancé, qui ne semble pas en vouloir à Julia pour avoir épousé Grant, l'aidant même à acheter sa robe de mariée. Dans la boutique de mariage, Julia se cogne la tête contre un boîtier électrique et peut soudain lire les pensées des gens. En lisant les pensées d'Andy, elle réalise qu'Andy veut se remettre avec Grant et prévoit de les séparer. Les femmes se battent entre elles, à la manière de Kill Bill.
Le jour du mariage, Julia arrive en retard et assiste au baiser entre Grant et Andy (mais Julia ne sait pas que Grant a essayé de la repousser), ce qui la laisse le cœur brisé. Incapable de pardonner à Grant, elle accepte d'épouser Nicky.
Une fois à l'autel avec Nicky, Julia le regrette et a des flashbacks sur elle et Grant. Frank s'oppose à l'union, réalisant qu'il avait tort à propos de Grant qui l'aimait même avant le relooking. Il la persuade de partir à la poursuite de Grant qui, révèle-t-il, l'a attendu pendant des mois. Julia se dépêche de le rejoindre alors qu'il s'en va, tout en repoussant Andy qui le poursuivait également.
Julia arrive trop tard et voit Grant dans la rue avant de tomber du toit, mais Grant la rattrape commodément. Ils se remettent ensemble et se marient, Hitch célébrant et sortant maintenant avec Jell-O. Andy et Nicky se rencontrent au mariage et tombent amoureux. Pendant ce temps, Grant et Julia partent en calèche. Roz lui offre un thermomètre vaginal qui semble appartenir à leur famille depuis des générations et qui est considéré comme porte-bonheur lorsqu'il n'est pas lavé.
Lors de leur lune de miel, Grant et Julia se rendent à Skull Island et filment une femme, Anne, attachée entre deux poteaux. Après que King Kong lui ait arraché sa robe et l'ait tripotée, elle dit "J'aime les garçons poilus", alors King Kong l'aplatit.

## Fiche technique
- Titre original : Date Movie
- Titre français : Sexy Movie
- Titre québécois : Film d'amour
- Réalisation : Jason Friedberg et Aaron Seltzer
- Scénario : Jason Friedberg et Aaron Seltzer
- Production : Jason Friedberg, Arnon Milchan, Jack L. Murray, Dawn Carter et Paul Schiff[2]
- Distribution : 20th Century Fox
- Musique : David Kitay[3]
- Photographie : Shawn Maurer[4]
- Montage : Paul Hirsch[5]
- Décors : Teresa Visinare[6]
- Costumes : Alix Friedberg[7]
- Pays d'origine :  États-Unis,  Suisse
- Format : couleurs - 1,85:1 - DTS / Dolby Digital - 35 mm
- Genre : comédie romantique, parodie
- Durée : 83 minutes / 85 minutes (version non censurée)[8]
- Dates de sortie : 
  - États-Unis, Australie : 17 février 2006
  - Belgique : 12 avril 2006
  - France : 26 avril 2006
- Budget : 20 000 000 $
- Nombre d'entrées en France : 108 757[9]
- Recettes aux États-Unis : 48 548 426 $[10]
- Recettes mondiales : 85 749 034 $[11]

## Distribution
- Alyson Hannigan (VF : Virginie Ledieu ; VQ : Aline Pinsonneault) : Julia Jones
- Adam Campbell (VF : Fabrice Josso ; VQ : Patrice Dubois) : Grant Bèsetafille (Fockyerdoder en VO)
- Sophie Monk (VF : Caroline Victoria ; VQ : Viviane Pacal) : Andy
- Eddie Griffin (VF : Jean-Paul Pitolin ; VQ : François L'Écuyer) : Frank Jones
- Meera Simhan (VF : Catherine Cyler; VQ : Rafaëlle Leiris) : Linda Jones
- Fred Willard (VF : Patrick Floersheim ; VQ : Jean-Luc Montminy) : Bernie Bèsetafille
- Jennifer Coolidge (VF : Élisabeth Wiener) : Roz Bèsetafille
- Marie Matiko : Betty
- Judah Friedlander : Nicky
- Carmen Electra : Anne
- Tony Cox (VF : Christophe Peyroux ; VQ : Olivier Visentin) : Hitch
- Mauricio Sanchez : Eduardo / le valet de chambre
- Beverly Polcyn : la vieille femme aux chats
- Valery M. Ortiz : Jell-O
- Charlie Dell : le juge de paix
- Reg Tupper (VF : Patrice Dozier) : Le présentateur du concours de beauté
- Classification : Déconseillé aux moins de 10 ans

Légende : version Française (VF) ; version québécoise (VQ)

## Production

### Pré-production

#### Écriture
Jason Friedberg et Aaron Seltzer ont vendu leur projet de comédie romantique sans titre à Regency Enterprises et se sont engagés à le réaliser.

#### Choix des interprètes
En juin 2005, il a été annoncé qu'Alyson Hannigan et Adam Campbell joueraient dans le film, aux côtés de Eddie Griffin, Sophie Monk, Tony Cox, Fred Willard, Carmen Electra, et Jennifer Coolidge.
Les auditions ont impliqué des scènes clés du film, testant la capacité des acteurs à équilibrer exagération comique et moments sincères. Selon les commentaires de l'équipe, Hannigan a su apporter une sensibilité particulière à Julia, tout en s’alignant avec les besoins exagérés de la comédie parodique. Les scènes d'audition figurent parmi les bonus du DVD, où l'on voit les acteurs tester diverses interprétations des parodies proposées par le scénario. En complément, des interviews révèlent que le ton général du casting visait à mélanger talents comiques établis (comme Jennifer Coolidge et Eddie Griffin) et nouveaux venus, pour enrichir l'énergie et le style du film.

### Tournage
Le tournage a débuté le 20 juin 2005 et à principalement Los Angeles. Le tournage s'est terminé le 8 juillet 2005.

## Bande originale
Les musiques instrumentales ont été composées par le compositeur David Kitay.
La musique utilisait des parodies de chansons romantiques populaires pour renforcer le ton moqueur du film. Par exemple, la scène où les personnages chantent Say a Little Prayer parodie l'utilisation de chansons dans les comédies romantiques classiques.

## Accueil

### Accueil critique
Le film n'a pas été projeté en avant-première. Il a reçu des critiques défavorables de la part des critiques. Sur Rotten Tomatoes, le film a un taux d'approbation de 7 % sur la base de 90 critiques, avec une note moyenne de 2,9/10. Le consensus critique du site indique : « Dans une tentative de parodier les clichés de la comédie romantique , Date Movie se moque finalement de lui-même, avec un humour puéril et des références vides à la culture pop. »
Sur SensCritique, le film obtient une moyenne de 3 sur 10. Il est à la 97 du top 100 des pires films de l'histoire.
Sur Metacritic, le film a un score de 11 sur la base de 18 critiques, indiquant une « aversion écrasante ». Le public interrogé par CinemaScore a donné au film une note C+ sur une échelle de A à F.
Le critique Scott Tobias de The AV Club souligne le manque d'humour.
Pete Vonder Haar, de Film Threat a décrit le film comme un prétendant au titre de pire film de 2006. Il est sorti du film après 29 minutes sans un seul rire et a déclaré qu'il ne ressentait aucune culpabilité à ce sujet. Il a décrit le rire des autres dans le public comme « inexplicable » et s'est demandé si le public des cinémas américains n'était pas composé de « singes hurleurs dérangés »,.
Le site Ecran Large a attribué au film une note de 1/5.

### Box-office
Le film a rapporté 48 548 426 $ aux États-Unis et 36 247 230 $ à l'international, soit un total de 84 795 656 $ de recettes mondiales.

## Distinctions
Carmen Electra a remporté le Razzie Awards de la pire actrice dans un second rôle pour sa performance dans ce film et Scary Movie 4.

## Analyse

### Parodies de personnalités
- Paris Hilton[30]
- Michael Jackson[31]